# Kurata Hakuyō

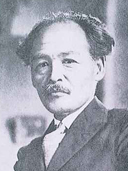
Kurata Hakuyō

Kurata Hakuyō (japanisch 倉田 白羊, eigentlich Kurata Shigeyoshi; geboren 25. Dezember 1881 in Urawa, Saitama; gestorben 29. November 1938) war ein japanischer Maler der Yōga-Richtung während der Meiji-, Taishō- und frühen Shōwa-Zeit.

## Leben und Wirken
Kurata Hakuyō wurde als zweiter Sohn geboren. Die Familie zog später nach Tokio, wo er mit 14 Jahren Schüler von Asai Chū, einem Verwandten der Familie, wurde. 1898 begann er sein Studium der Malerei im westlichen Stil, Yōga, an der Kunsthochschule in Tokio, der Vorläufereinrichtung der heutigen Geidai, wo er von Asai und Kuroda Seiki unterrichtet wurde. 1901 machte er seinen Abschluss und nahm eine Stelle als Lehrer an einer Mittelschule in Numata (Präfektur Gunma) an. Trotz der sicheren Position schied er nach drei Jahren aus und begann für die Zeitung „Jiji Shimpō“ (時事新報) als Maler und Reporter zu arbeiten.
Er beteiligte sich an Ausstellungen der Taiheiyō Gakai (太平洋画会), an der 1., 2., 4. und 6. Ausstellung des Kultusministeriums (文部省美術展覧会, Mombush bijutsuō tenrankai) und an denen des Nihon Bijutsuin. 1922 gehörte er mit Adachi Gen’ichirō, Kosugi Hōan, Umehara Ryūsaburō, Yamamoto Kanae und anderen zu den sieben, die die Künstlergemeinschaft „Shun’yōkai“ gründeten. Mit Yamamoto, Ishii Hakutei, Morita Tsunetomo (森田恒友; 1881–1933) und anderen arbeitete er an dem Künstlermagazin „Hōsun“ (方寸, Hŏsun) mit.
Kurata nahm die Idee Kanaes auf, man müsse sich im Rahmen einer Bewegung, die er „Jidō jiyū kyōiku undō“ (児童自由画教育運動) nannte, um die freie künstlerische Ausbildung der Kinder, vor allem auf dem Lande, kümmern. Er fand Gefallen an dem Dorf Kamishina (神科村, heute Teil der Stadt Ueda) und richtete dort 1927 ein Atelier ein. 1934 zeigte er auf der Ausstellung der Shunyokai das Bild „Zwielicht“ (たそがれ; Tasogare), 1935 das Bild „Funkenfeuer“ (たき火, Takibi), wobei Letzteres mit den Maßen (210 × 275 cm) groß gestaltet war.
Kurata erkrankte, wirkte trotzdem 1937 als Lektor der Shunyōkai, vor allem, um den Nachwuchs in der Provinz Nagano weiterzubilden. In dem Jahr zeigte er auf der Ausstellung der Shunyōkai neben „Winterliche Felder“ (冬の野) und „Am Brunnen“ (井戸端, Ido-bata) noch weitere zwei Bilder. Es waren seine letzten Werke, er starb im folgenden Jahr.

## Bilder

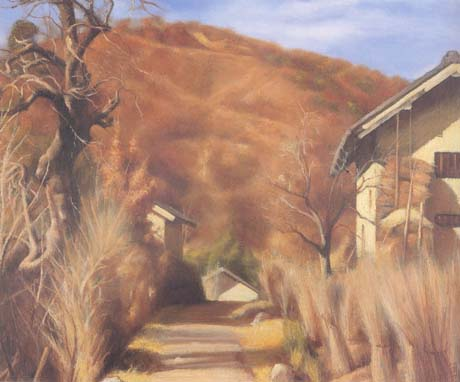
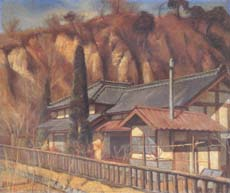
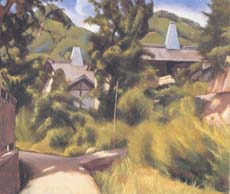
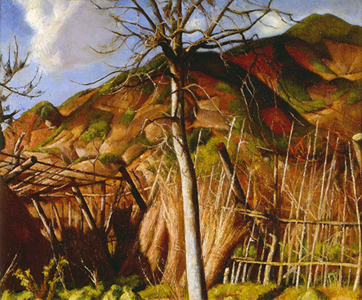
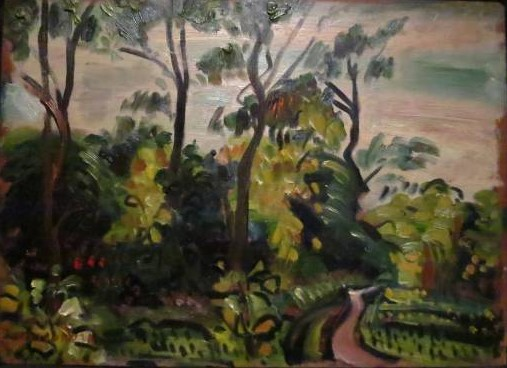
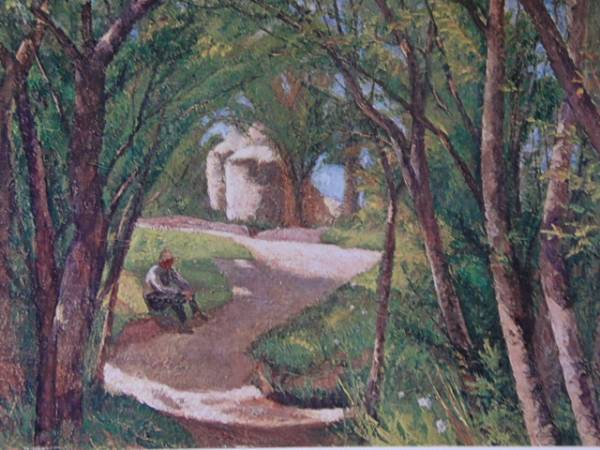
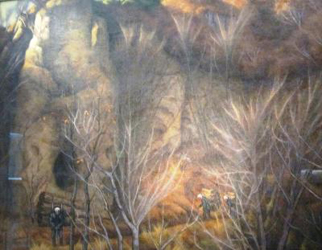
„Zwielicht“
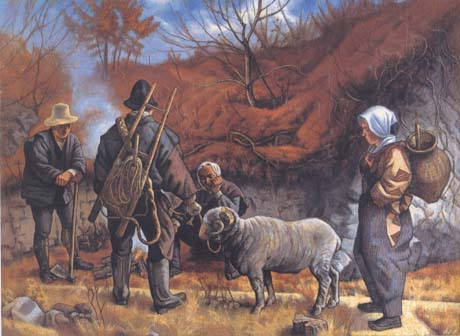
„Funkenfeuer“